# Nymphius ogloblini
Nymphius ogloblini es una especie de insecto coleóptero de la familia Chrysomelidae.
Fue descrita científicamente en 1947 por Bogatchev.